# Murtoselkä (sjö i Lappland)
Murtoselkä är en del av sjön Ala-Suolijärvi och Oivanjärvi i Finland.   Den ligger i landskapet Lappland, i den norra delen av landet, 700 km norr om huvudstaden Helsingfors. Murtoselkä ligger 232 meter över havet.